# Dérbi do Merseyside
O Dérbi do Merseyside (em inglês: Merseyside derby) é o clássico de futebol entre Everton e Liverpool, ambos da cidade de Liverpool, Inglaterra. Nomeado em homenagem ao condado de Merseyside, no qual a cidade está localizada, é o dérbi local de primeira divisão mais longo da Inglaterra e tem sido jogado continuamente desde a temporada de 1962–63. Ambos os clubes chegaram a ser precisamente os dois maiores vencedores do Campeonato Inglês de Futebol até a década de 1990, e outro elemento peculiar da rivalidade se deve ao fato de suas sedes mais célebres serem separadas por menos de uma milha, com apenas o Stanley Park separando o estádio do Everton em Goodison Park do estádio do Liverpool em Anfield. Esta faceta durou mais de 130 anos, vindo a ser relativizada somente em 2025.
Inicialmente, o clube azul deteve a supremacia, chegando inclusive a ser a equipe mais rica da Inglaterra nos primeiros anos do século XX. Sua vantagem no dérbi só começou a ser revertida a partir de meados da década de 1960, a ponto de a torcida dos Reds passar a nutrir mais rivalidade com o Manchester United. Mas antes mesmo disso o Merseyside Derby, ainda considerado um dos maiores clássicos do mundo, já era uma rivalidade sui generis por outro fator: sempre foi marcado pelas torcidas tratarem-se bastante cordialmente, a ponto de o duelo ser chamado também de Friendly Derby ("clássico amistoso").
Dentre outros elementos peculiares da rivalidade, está os fatos de Anfield Road, visto como o "mítico" estádio do Liverpool, já ter sido a casa do Everton, e de inicialmente o Liverpool ter usado a cor azul como o rival e chamar-se de "Everton Athletic"; também é comum que alguns ídolos de um clube sejam ou tenham sido na intimidade torcedores do rival, incluindo quem mais jogou e mais marcou gols pelos Reds no clássico com os Toffees. A distância entre os estádios tradicionalmente associados à dupla chegou a ser a décima menor, a nível mundial, entre sedes de dois clubes rivais.
A fraternidade incomum, porém, não impede que os encontros sejam jogos bastante acirrados: lendário treinador do time vermelho, Bill Shankly teria cunhado sua célebre frase "futebol não é questão de vida ou morte, é mais importante que isso" para referir-se a esse clássico, que é precisamente a partida que mais reúne expulsões na história da Premier League - em 2016, constatou-se que desde 1992 haviam sido aplicados 25 cartões vermelhos em 48 jogos, quantidade cinco vezes acima da média de confrontos alheios. Ao longo da rivalidade, apenas dois treinadores trabalharam nos dois rivais, em experiências também separadas por cerca de 130 anos.

## Introdução

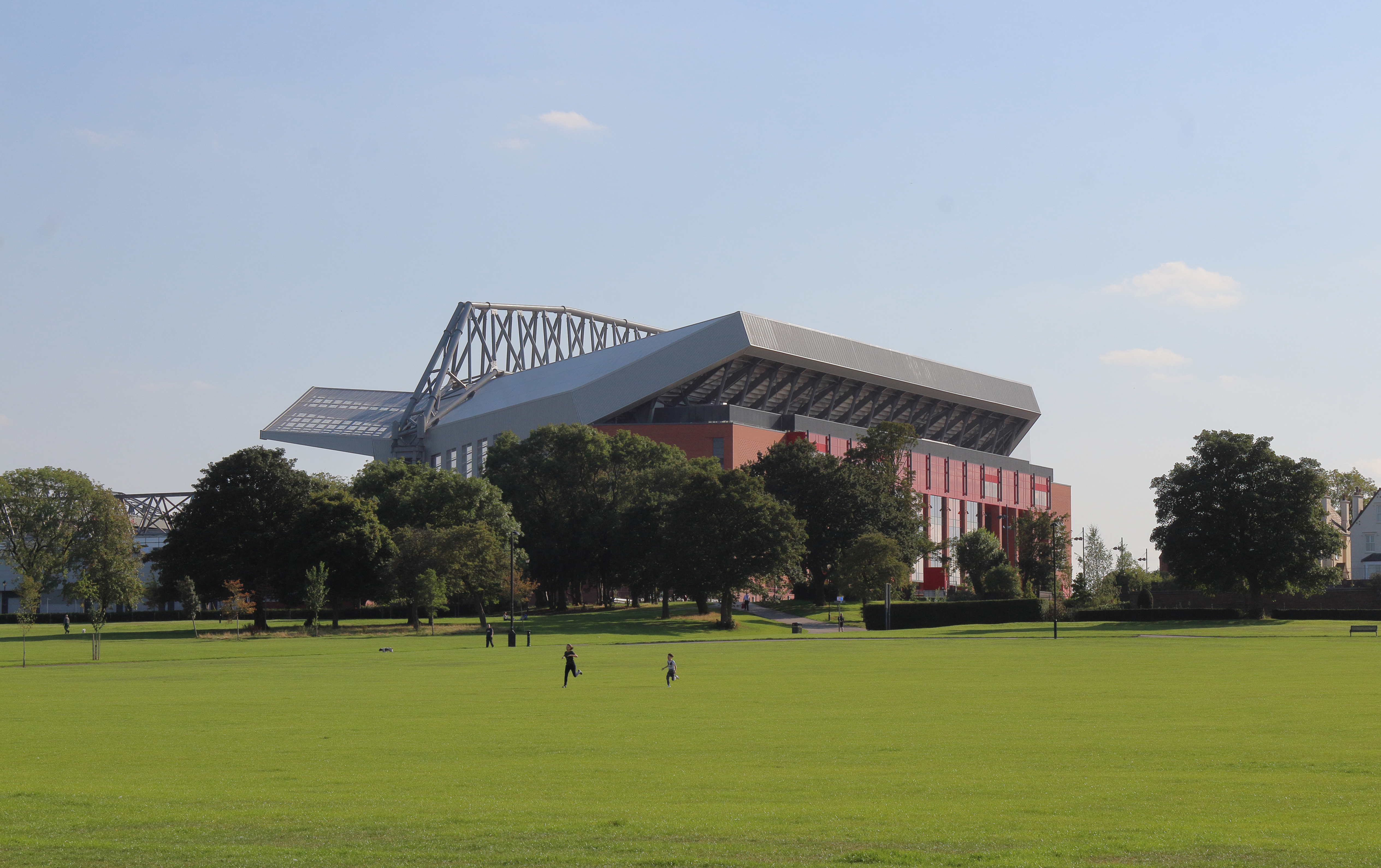
Estádio de Anfield Road visto no Stanley Park. O Everton utilizou ambos em seus primórdios antes de mudar-se a Goodison Park, adjacente a outra extremidade do Stanley, motivando assim a criação do Liverpool para ocupar Anfield.

Criado em 1878 para fiéis de igreja metodista situada no distrito de Everton, na zona norte de Liverpool, o Everton Football Club originalmente veio a instalar-se ainda nos primórdios no Stanley Park. Com a proibição municipal do uso do espaço público pelo clube, ele passou em meados da década de 1880 a alugar o estádio de Anfield, em terreno vizinho. O estádio era propriedade de John Houlding, empresário cervejeiro com proeminência local na maçonaria e na política, chegando a ser prefeito da cidade. Houlding também era desde 1881 o presidente do próprio Everton.presidente desde 1881 do próprio Everton. O clube veio a vencer pela primeira vez o campeonato inglês já na terceira edição da competição, a de 1890–91. No ano seguinte, contudo, a quintuplicação do preço do aluguel de Anfield fez o Everton deixar esse estádio.
Destituído por seus pares Evertonians da presidência, Houlding então criou um novo clube para ocupar Anfield. Vendo sua criação não como um novo time propriamente e sim como verdadeira continuação dos antigos inquilinos, buscou usar o nome Everton Athletic Club. Porém, a tentativa de registra-lo assim foi negada pela Football League, que tinha nos Toffees um dos membros-fundadores. Houlding então optou pelo nome Liverpool Football Club, mas inicialmente manteve a mesma cor azul do vizinho. Somente dois anos depois, em 1894, o vermelho foi adotado pelo Liverpool. Com o tempo, Houlding acabaria visto como "o homem que criou o futebol do Merseyside" e "pai fundador" de ambos os clubes; quando faleceu, em 1902, Houlding teve seu caixão carregado por três jogadores do Liverpool e outros três do Everton, sendo seu corpo enterrado no cemitério do distrito de Everton.
O Everton mudara-se para Goodison Park, em ponta do Stanley Park oposta à de onde se situa Anfield. Por conta disso, a expressão "atravessar o Stanley Park" passaria a ser utilizada como sinônimo de quem deixa um dos clubes para atuar no rival. O primeiro a fazê-lo era daqueles primórdios: Duncan McLean, um dos primeiros jogadores alinhados pelo clube novo, era do Everton e permaneceu em Anfield. No mesmo ano de 1892, Tom Wyllie tornou-se outro Evertonian a se incorporar aos novatos. Também data daquela época o treinador William Edward Carclay, técnico do Everton em 1888 e do Liverpool em 1892. Carclay foi por cerca de 130 anos o único a treinar os dois rivais, até a contratação de Rafa Benítez pelos azuis em 2021.

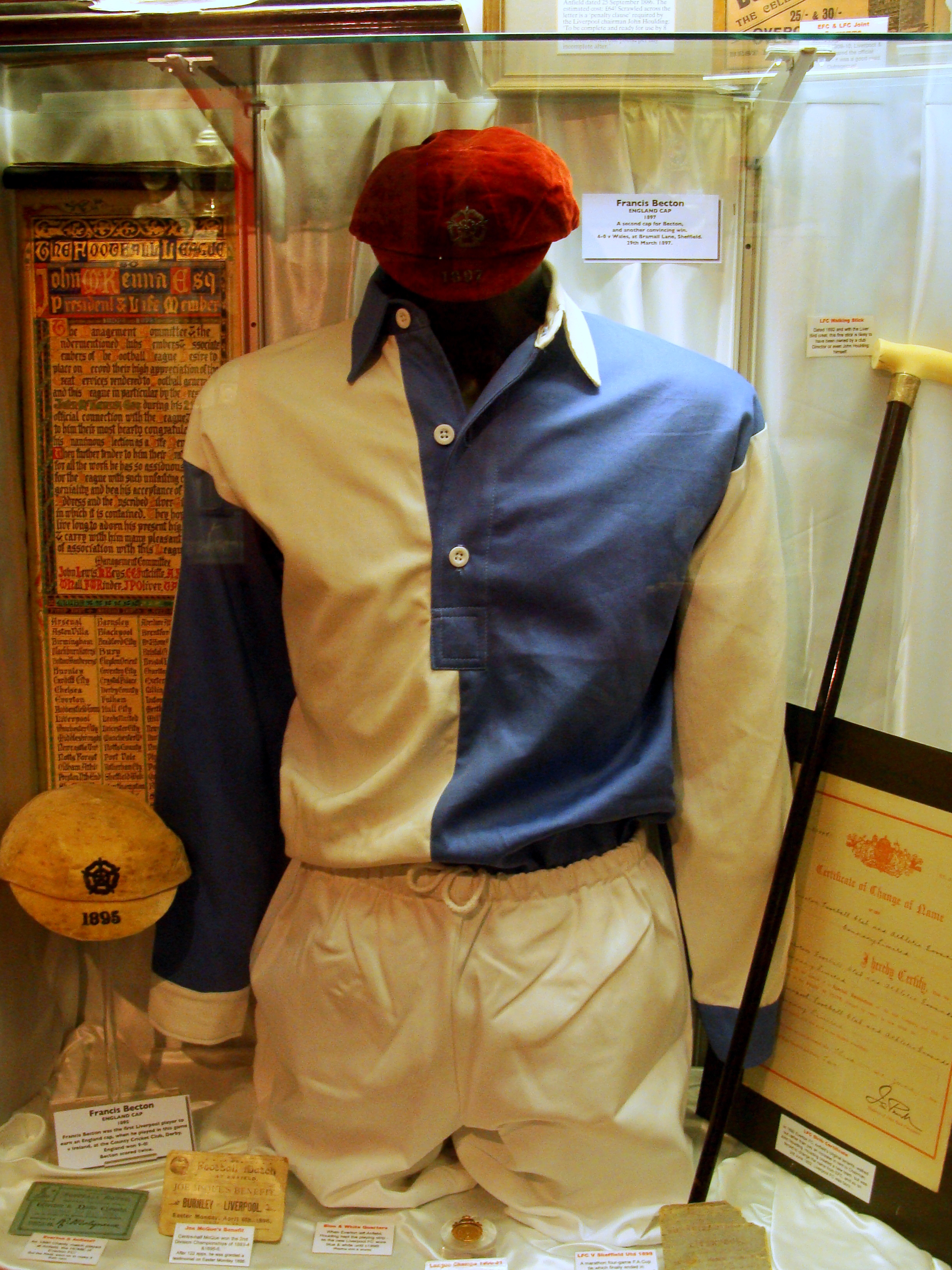
Item do museu do Liverpool (no estádio de Anfield) é uma das primeiras camisas do clube, ainda nas mesmas cores do Everton.

No mesmo ano em que o Liverpool trocou o azul pelo vermelho, ocorreu o primeiro clássico, com vitória do Everton por 3-0 no Goodison Park. A proximidade desse local com Anfield vinha fazendo as casas tradicionais da dupla se situarem entre as dez mais próximas do mundo entre dois rivais; a distância de 1.100 metros é justamente a décima menor, sendo a menor da elite inglesa; a segunda menor entre os estádios ingleses (abaixo dos 700 metros entre as casas de Nottingham Forest e Notts County); a terceira menor no Reino Unido (abaixo também dos cem metros que separam os clubes escoceses Dundee e Dundee United, dos estádios mais próximos do mundo); e a quarta menor na Europa, abaixo de 700 metros entre os sérvios Partizan e Estrela Vermelha. Além destes, apenas Remo e Paysandu (250 metros, segunda menor), Racing e Independiente (350 metros, terceira menor), Santos e Portuguesa Santista (400 metros, quarta menor), Al-Merrikh Sporting Club e Al-Hilal Omdurman (550 metros, quinta menor), Estudiantes e Gimnasia y Esgrima (650 metros, sexta menor) e Guarani e Ponte Preta (800 metros, nona menor) têm estádios mais próximos que os Merseysiders.
Em 2025, essa proximidade sofreu alterações. Com a construção do novo Everton Stadium, em outra região, inicialmente divulgou-se que o Goodison Park seria demolido ao término da Premier League de 2024–25. Lar do Everton por cerca de 130 anos, o Goodison era justamente o estádio que mais partidas havia recebido válidas pela primeira divisão inglesa. Ao fim da temporada, contudo, o clube azul optou por manter sua casa histórica, ainda que voltando-a exclusivamente para seu departamento de futebol feminino. A mudança fez das mulheres do Everton as primeiras a terem um estádio próprio para si na Inglaterra, bem como fará do Goodison o maior estádio inglês voltado somente a essa modalidade. Mesmo antes do ajuste, o estádio já era carinhosamente chamado pela torcida como The Grand Old Lady, traduzível como "A Venerável Senhora".

## O "Clássico Amistoso"

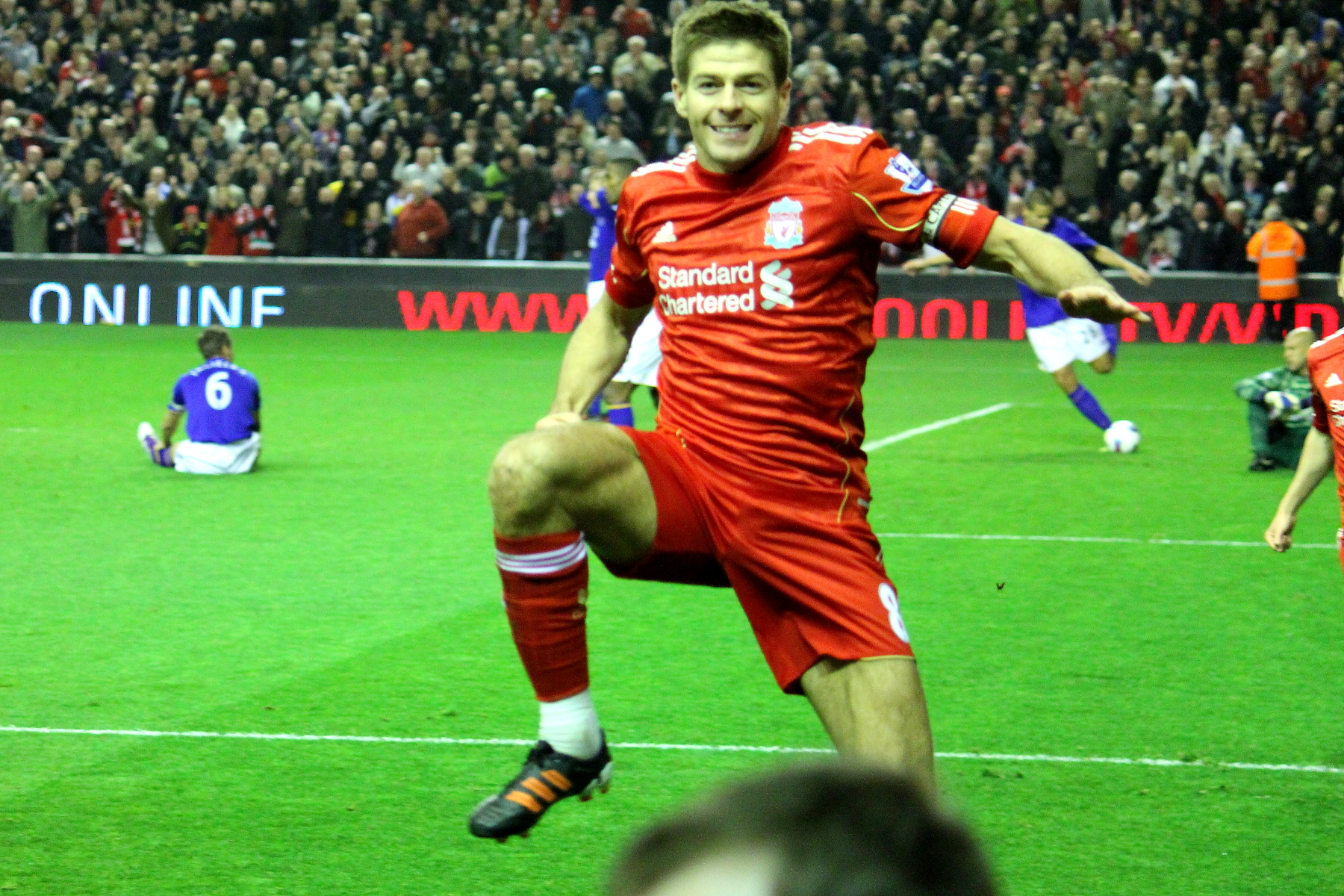
Steven Gerrard comemorando gol no clássico em 2012. É o segundo maior artilheiro do Liverpool no Dérbi do Merseyside, mas curiosamente já foi fotografado com o uniforme rival, na infância.

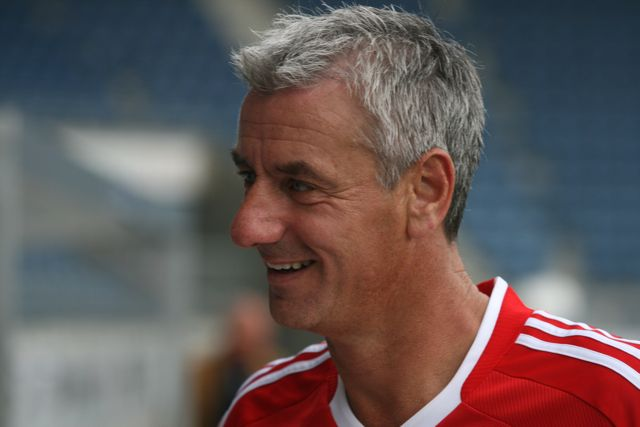
Ian Rush em jogo de veteranos do Liverpool em 2008. Embora torcedor dos azuis, tornou-se o maior artilheiro vermelho no clássico, decidindo inclusive final de Copa da Inglaterra diante do Everton um mês após chegar a vestir a camisa toffee em brincadeira do Dia da Mentira.

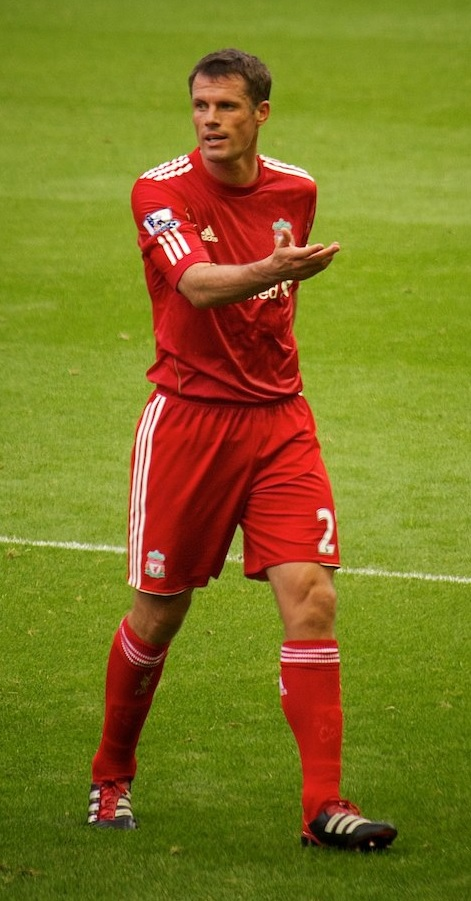
Jamie Carragher em 2011. Apesar de defender somente o Liverpool em toda a sua carreira (1996-2013), sempre declarou-se torcedor do rival a ponto de marcar um gol contra intencional em amistoso dos dois clubes que o homenageou.

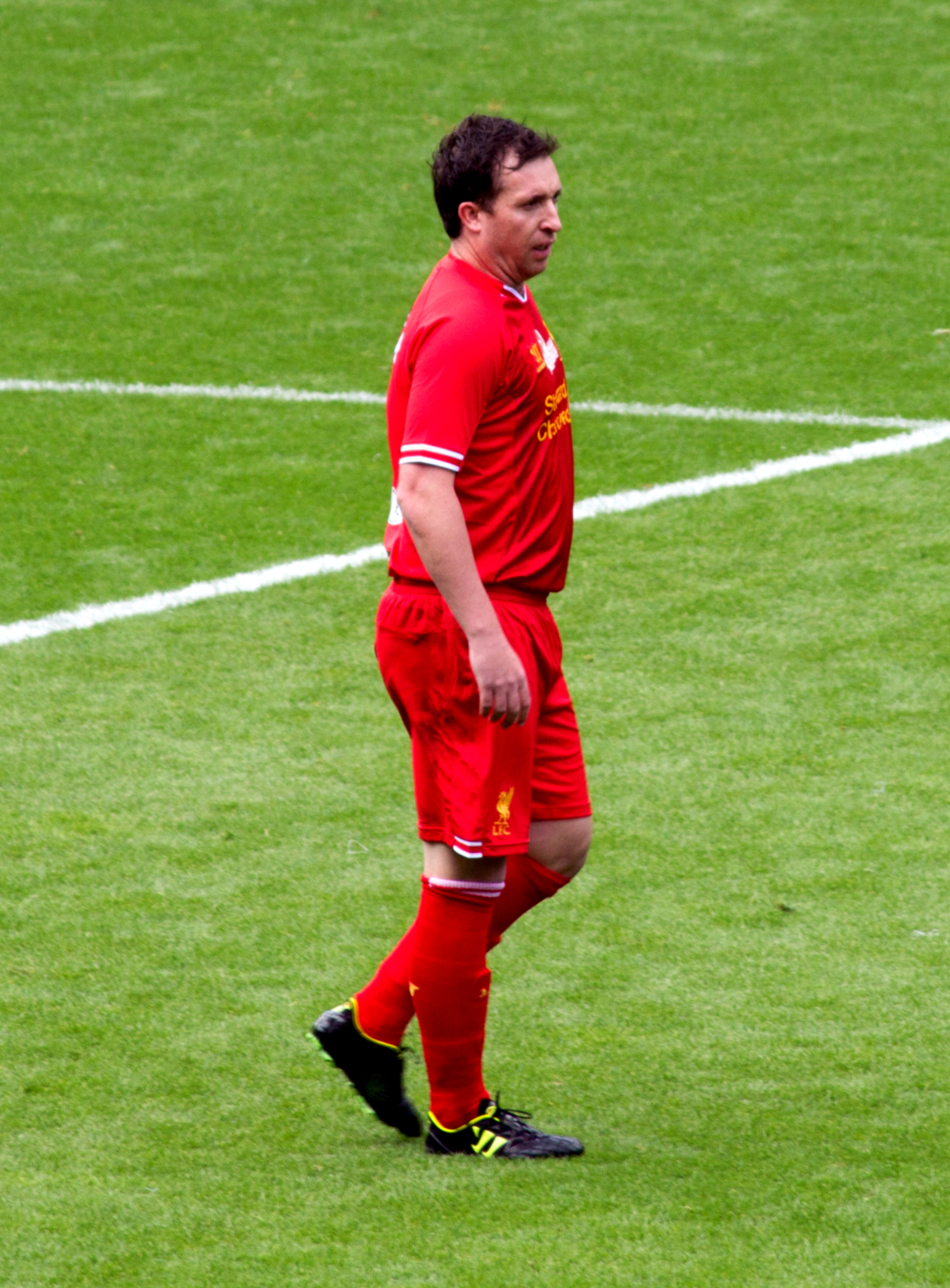
Robbie Fowler no jogo festivo de despedida de Steven Gerrard, em 2013. Embora torcedor dos azuis, contra eles desabafou sua mais famosa comemoração de gol, simulando consumo de cocaína após encerrar jejum de cinco anos sem vitórias dos Reds no dérbi.

O clássico é marcado pelo grande respeito mútuo entre as torcidas. A aproximação teria começado a partir da morte precoce de John Houlding, apenas dez anos depois de ele ter sido separado do Everton e, em resposta, fundado o Liverpool. O pesar inesperado fez com que laços fossem reatados, a ponto de três jogadores de cada serem os responsáveis por carregar o caixão de Houlding, considerado "pai fundador" da dupla.
Nesse contexto, uma curiosa estatística está nos dois maiores artilheiros dos Reds no clássico. Eles são, em primeiro lugar, Ian Rush (25), e depois Steven Gerrard (dez). Ambos também estão entre os seis únicos jogadores do Liverpool, e os dois únicos desde a década de 1930, a conseguirem o chamado três gols em um só duelo - Rush na realidade, conseguiu quatro, e é também o jogador do Liverpool com mais partidas no duelo (36). No curioso contexto do clássico, porém, Rush é um dos ídolos da torcida vermelha que torcem ou torciam pelo rival, já tendo confessado que era frequentador assíduo do Goodison Park junto com o irmão. Embora tenha Gerrard sempre se declarado torcedor Red, na infância foi fotografado trajando o uniforme completo do Everton em uma armação de um tio.
Outros exemplos de Evertonians que defenderam os Reds são Michael Owen (que sonhava na infância em ser como o artilheiro azul Gary Lineker), Robbie Fowler, Steve McManaman, Jamie Carragher e Adam Lallana. Carragher ocasionalmente chegava a treinamentos trajando vestimentas Toffees. Quando completou 16 anos como profissional do Liverpool, foi contemplado com um amistoso das duas equipes, alinhadas com amigos. Ele fez um dos gols da vitória vermelha por 4-1, mas também marcou o único gol azul, em circunstância curiosa: ele cometeu um pênalti e, antes que o cobrador rival chutasse-o, correu para cobrar a penalidade, explicando que "como torcedor do Everton quando criança, eu sempre sonhei em marcar um gol contra o Liverpool. Por isso, resolvi fazer isso". O gol contra insolitamente intencional terminou aplaudido por todos.
Apesar do passado como torcedor azul, Fowler protagonizou em clássico travado em 2 de abril de 1999 uma das comemorações de gol mais polêmicas do futebol, "cheirando" a linha de fundo em resposta às acusações rivais de que seria usuário de cocaína. O Liverpool venceu por 3-2, encerrando jejum de vitórias que perdurava no clássico desde a temporada 1993-94. Fowler, porém, recebeu quatro jogos de suspensão e multa equivalente a 44 mil euros pela atitude.
Na via oposta, dentre os torcedores ou ex-torcedores confessos do Liverpool que fizeram sucesso no rival estão Peter Reid, que assumiu já ter nutrido momentaneamente ódio pela própria mãe ao vê-la infância comemorando vitória azul no clássico, sem imaginar que viraria uma lenda toffee na década de 1980, sendo descrito como a principal contratação que o Everton já fez após a Segunda Guerra Mundial; e Dave Watson, jogador azul do fim da década de 1980 até o início da década de 2000, capitão e melhor em campo na conquista Copa da Inglaterra de 1995, último troféu do clube. Reid foi na época a contratação mais cara da história do Everton e ambos integraram o último título do time também no campeonato inglês, em 1987.
Um mais recente torcedor Red a ser incorporado ao Goodison Park como jogador é Theo Walcott. Como treinador Sean Dyche contara em setembro de 2022, apenas cinco meses antes de tornar-se técnico, do Everton, que idolatrava na juventude o Liverpool e seu astro Kenny Dalglish. Dyche fora contratado para auxiliar os azuis contra o rebaixamento e conseguiu por duas vezes, tanto na Premier League  de 2022–23 como na de 2023–24, superando nesta até mesmo a perda de dez pontos imposta pela justiça desportiva. Nesse período, Dyche também foi o treinador no dérbi que, em abril de 2024, encerrou quatorze anos sem triunfos do Everton no próprio Goodison, resultado que também complicou pretensões do lado vermelho ao título inglês.
O beatle Paul McCartney chegou a ponto de torcer pelos dois clubes, embora nos clássicos opte pelo Everton, pelo qual era fanático na infância até reconhecer-se sem habilidade para o futebol e focar-se na música. Ele assim explicou em 2008: "depois de um concerto em Wembley, eu peguei amizade com Dalglish, que estava na plateia, e pensei comigo: ‘Quer saber? Vou torcer pelos dois times, porque todos são de Liverpool. Eu não me importo com essa coisa entre protestantes e católicos’. Então, tive uma dispensa especial do Papa para fazer isso. Torço para ambos. São dois grandes clubes. Mas, se houver um clássico, sou Everton, por causa da minha família", ainda que seu irmão Mike sempre tenha apoiado os vermelhos. Baterista original da banda, Pete Best é outro confesso Evertonian, embora tenha se permitido a parabenizar o rival quando este sagrou-se campeão inglês em 2020.
Já o baixista original dos Beatles, Stuart Sutcliffe, teve sua preferência vermelha sugerida no filme Backbeat, enquanto os demais membros preferiram seguir a recomendação empresarial de Brian Epstein de serem discretos quanto ao time pelo qual torciam para não desapontar o público adepto do rival; deduz-se que George Harrison preferisse os Reds apenas por este ser o time assumido pelo filho Dhani, pois o guitarrista chegava a declarar que há três times em Liverpool (cuja região metropolitana também abriga o Tranmere Rovers) e torceria "pelo outro". John Lennon e Ringo Starr, por sua vez, seriam torcedores de equipes forasteiras - Newcastle United, no caso do guitarrista (com a maior sugestão nesse sentido advindo de um desenho infantil seu), e Arsenal, no do baterista (cujo padrasto era londrino), embora acredite-se que eles dois também guardassem simpatia pelo Liverpool; no caso de Lennon, as indicações nesse sentido viriam da conhecida paixão de seu pai pelos Reds e por ter partido de John a inclusão do antigo artilheiro vermelho Albert Stubbins como único futebolista presente na capa de Sgt. Pepper's Lonely Hearts Club Band, além de mencionar outro ex-jogador do clube, Matt Busby, na canção Dig It.
Revelado pelo próprio Tranmere Rovers, Dixie Dean mantém desde 1928 um recorde de gols de um só jogador em uma única edição do campeonato inglês, ao marcar sessenta na campanha campeã do Everton. Torcedor do clube desde a infância, ele acabou falecendo em 1980 ao passar mal em pleno clássico, como espectador no Goodison Park. Havia se tornado amigo próximo presente do técnico mais longevo do Liverpool, Bill Shankly, com quem almoçara antes do duelo, ocasião em que Shankly o enaltecera publicamente: "Dixie foi o maior centroavante que já existiu. Seu recorde de artilharia é a coisa mais incrível sob o sol. Ele pertence à companhia dos grandes supremos, como Beethoven, Shakespeare e Rembrandt". Ao comparecer no funeral, Shankly complementou, com alívio cômico em humor britânico para cutucar o clube rival: "eu sei que é uma ocasião triste, mas penso que Dixie estaria maravilhado em saber que até em sua morte ele pôde atrair uma multidão maior que o Everton consegue em uma tarde de sábado". Frase famosa de Shankly, "futebol não é questão de vida ou morte, é mais importante que isso", teria sido cunhada inspirada no clássico do Merseyside.
Nesse contexto de rivalidade peculiar, os clubes também já prestaram tributos a torcedores um do outro. Em 2007, o assassinato do garoto Rhys Jones, detentor de carnê que lhe permitia acompanhar todos os jogos do Everton como mandante, levou a diretoria dos Reds a, antes de uma partida, homenageá-lo na presença da família dele com o sistema de som de Anfield Road tocando a canção "Johnny Todd", normalmente usada nas entradas de campo do rival. Já na temporada 2012-13, após ser esclarecido que a torcida vermelha não havia sido a própria responsável pelo desastre de Hillsborough que a acometera e sim as autoridades policiais, o Everton, em clássico na sua casa, homenageou as vítimas com a entrada de duas crianças uniformizadas por cada um com a numeração nas costas referindo-se aos 96 mortos, sob a música "He ain't heavy, he's my brother" ("ele não é um fardo, ele é meu irmão"), do grupo The Hollies. No clássico seguinte, a plateia do Liverpool retribuiu com a palavra "Thanks" ("obrigado") em mosaico nas cores azul e vermelha. Na temporada 2015-16, quando a inocência dos Reds no desastre foi corroborada em júri, os vizinhos (antes de partida contra o Bournemouth) voltaram a prestar homenagem com a mesma música, dessa vez levando familiares dos mortos ao gramado, sob ovação da plateia Toffee - onde havia faixa com os dizeres "justiça finalmente, irmãos em armas".
Mesmo na época da tragédia, erroneamente atribuída na ocasião à ação de hooligans, a torcida azul uniu-se em apoio à rival, e sua posterior homenagem em 2012 foi reconhecida pelos torcedores vermelhos como mais bela que a própria homenagem oficial do Liverpool. A cidade inteira também uniu-se em perpétuo boicote ao tabloide The Sun, veículo londrino que disseminara inverdades desfavoráveis aos torcedores dos Reds. As provocações utilizando as mortes em humor negro são mais frequentes vindo de torcedores insensíveis do Manchester United. Quando as informações falsas ainda eram vistas como procedentes, Paul McCartney foi um dos artistas a prestar solidariedade, regravando para fins beneficentes às vítimas o single "Ferry Cross the Mersey", canção ligada à região e cujo conteúdo fala sobre superação. Uma das vítimas, precisamente a mais jovem, falecendo com dez anos de idade, era justamente um primo de Steven Gerrard: Jon-Paul Gilhooley, a quem Gerrard viria a dedicar a autobiografia, com as palavras "Eu jogo por Jon-Paul".
A tragédia de Hillsborough ocorreu pelas semifinais da Copa da Inglaterra, cuja decisão deu-se exatamente entre Liverpool e Everton. O torcedor toffee Ian Rush fez os dois gols que deram na prorrogação o título aos Reds, na vitória por 3-2. Duas semanas antes da tragédia, Rush inclusive se permitira protagonizar uma brincadeira pelo Dia da Mentira, fotografando-se com a camisa do Everton para uma publicação humorada que sugeriria sua contratação pelo rival.
A temporada 2019-20 rendeu no primeiro duelo, em Anfield, uma nova homenagem das duas torcidas às vítimas de Hillsborough, dias após a absolvição judicial da chefe de polícia responsável pela segurança do estádio na ocasião da tragédia. O tributo incluiu uma bandeira nas cores azul e vermelha com a mensagem de que todos os merseysiders saberiam "da verdade", clamando então por "justiça para os 96" mortos. Já o encontro disputado em 12 de fevereiro de 2025 marcou o último dérbi masculino realizado no Goodison Park, ocasião que rendera homenagens prévias do próprio Liverpool à casa rival. O estádio havia sido, em 1966, palco de homenagem conjunto dos rivais à Taça Jules Rimet, no primeiro clássico após o título inglês na Copa do Mundo daquele ano. O troféu foi desfilado nas mãos de Roger Hunt e de Ray Wilson, respectivamente o único jogador do Liverpool e o único do Everton presentes na equipe inglesa titular na final daquela Copa.
O dérbi seguinte ao último no Goodison ocorreu em 2 de abril e nele o Liverpool, futuramente campeão inglês na temporada, venceu graças a gol de Diogo Jota em Anfield. O duelo ganhou relevo após a precoce morte do jogador cerca de três meses depois. A derrota e a rivalidade não foram empecilhos para que o Everton e torcedores seus prestassem homenagens fúnebres, no mesmo Anfield, a Jota e seu irmão André Silva.

## Estatísticas

### Antes da Primeira Guerra
O primeiro título do Everton no campeonato inglês se deu na temporada 1890–91, na terceira edição do certame. O Liverpool foi criado precisamente um ano depois. Sua primeira temporada na primeira divisão foi a de 1894–95, na qual terminou rebaixado.
O Liverpool venceu na temporada 1900–01 pela primeira vez o campeonato, igualando-se ao até então único título do vizinho. Embora o Liverpool sofresse um segundo rebaixamento ao fim do de 1903–04, logo obteve na temporada de 1905–06 o seu segundo título no campeonato - ao passo que o Everton, ainda com uma única conquista na liga, venceu pela primeira vez a Copa da Inglaterra, troféu que o Liverpool demoraria até 1965 para obter.
O segundo título inglês do Everton se deu na temporada 1915–16. Na época, Everton e Liverpool ficaram igualados, mas a competição terminou suspensa com o agravamento da Primeira Guerra Mundial, só sendo retomada a partir da temporada 1919–20.

### Domínio do Everton

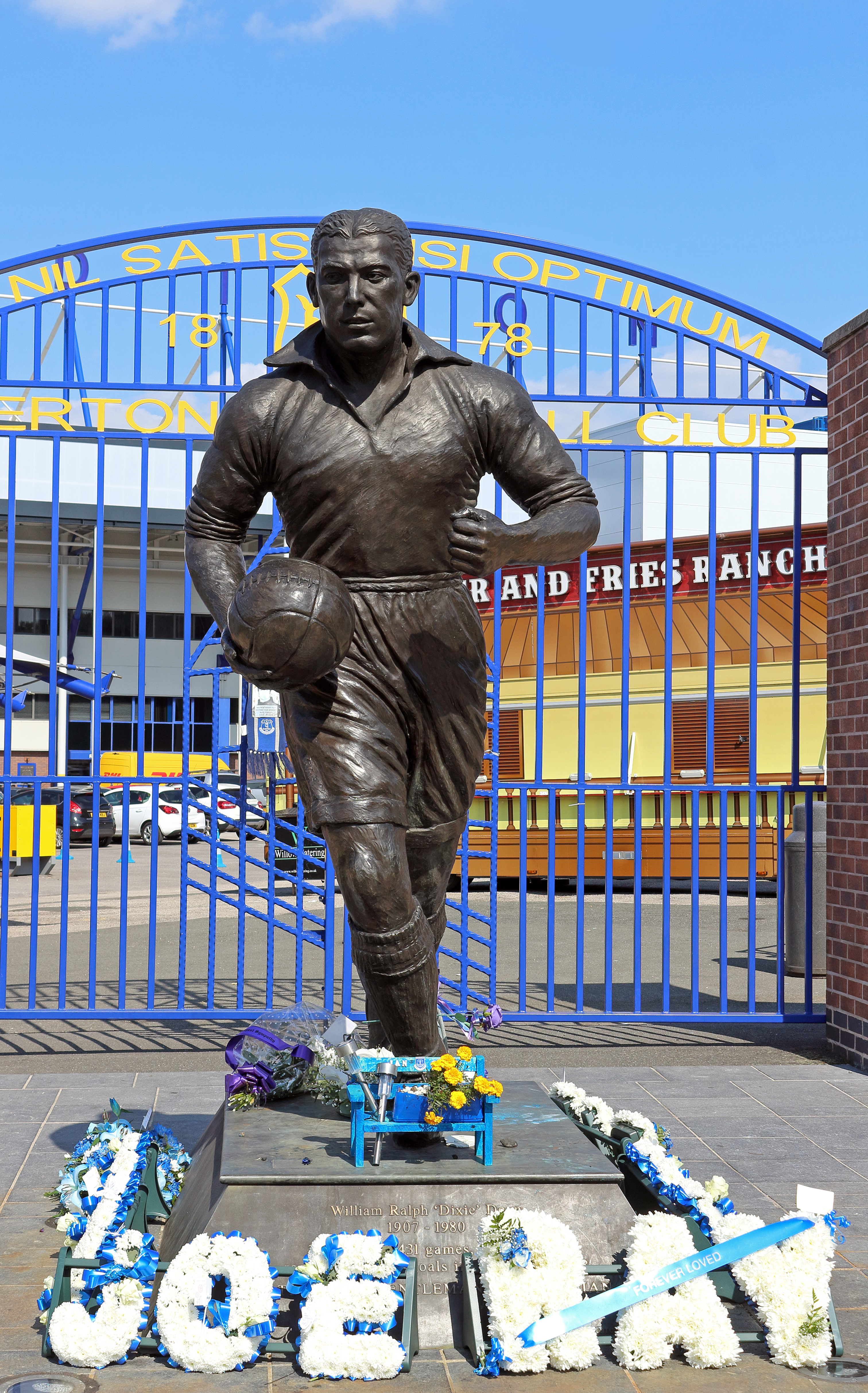
Estátua do recordista Dixie Dean, na entrada do Goodison Park.

Com a retomada do futebol após a Primeira Guerra Mundial, o Liverpool foi quem inicialmente sobressaiu-se, com dois títulos seguidos, em 1921–22 e 1922–23; contudo, este também seria o último troféu do clube até a eclosão da Segunda Guerra Mundial, a qual igualmente vaio a suspender, ao fim da temporada 1938–39, os torneios de futebol na Inglaterra. Até essa nova interrupção, o Everton vinha se consolidando como a equipe mais vitoriosa da cidade de Liverpool: o terceiro título veio no de 1927–28 no embalo de um recorde ainda vigente de gols de um único jogador, os sessenta feitos por Dixie Dean - com o espanto reforçando-se por quebrar em apenas um ano um recorde visto como inalcançável em qualquer divisão inglesa, os 59 gols de George Camsell pelo Middlesbrough na segunda divisão de 1926–27. O recorde na primeira divisão era de 43 e foi quebrado por Dean justamente em clássico diante dos Reds, ao marcar os três gols azuis de empate em 3-3 em Anfield Road.
Dean passaria os anos seguintes enfrentando sucessivas lesões e o Everton acabaria sofrendo rebaixamento já em 1930, dois anos depois daquele título. Com o artilheiro recuperado, contudo, os Toffees emendaram curioso bicampeonato do título da segunda divisão de 1930-31 com o da primeira de 1931-32, reigualando-os aos quatro títulos que o Liverpool possuía até então. Ainda com Dean, o Everton também venceu a Copa da Inglaterra de 1932-33, troféu então inédito ao arquirrival e que seria comemorado novamente pela torcida azul na temporada 1935-36. A ultrapassagem em títulos ingleses, quando o Everton sagrou-se pela quinta vez campeão da primeira divisão, deu-se precisamente na última temporada completa antes da Segunda Guerra, a de 1938-39, quando o artilheiro Evertonian prolífico da vez era Tommy Lawton.
Quando começou na temporada 1946–47 o primeiro campeonato pós-Guerra, os maiores campeões ingleses eram o Sunderland (da cidade de mesmo nome) e Aston Villa (de Birmingham), com seis títulos cada - embora o último título do Villa datasse de 1910. Everton e Arsenal (de Londres), com cinco cada um, eram os segundos maiores vencedores. O Liverpool chegou ao quinto título, igualando-se a estes, precisamente naquele mesmo torneio de 1946–47.
Ao fim do torneio de 1950–51, o Everton sofreu seu último rebaixamento no certame. Retornou precisamente na temporada que marcou o terceiro rebaixamento do Liverpool, que, por sua vez, só conseguiria regressar à elite oito anos mais tarde; essa combinação fez o campeonato passar onze temporadas seguidas sem o Dérbi do Merseyside, até a temporada de 1962–63, restringindo o duelo a encontros esporádicos pela Copa da Inglaterra. Aquela temporada de 1962–63 marcou precisamente o primeiro título inglês do Everton desde a Segunda Guerra. Campeão pela sexta vez, igualou-se aos seis títulos de Sunderland e Aston Villa, embora o Arsenal já possuísse sete (campeão em 1947–48 e em 1952–53).
O técnico de então nos Toffess, o introvertido e duro Harry Catterick, era ex-jogador do clube e um entusiasta do futebol bem jogado, além de contar com apoio de dirigência composta por um magnata do ramo de apostas, disposto a investir em jogadores caros. O título veio superando um elenco celebrado do Leicester City que, guarnecido por Gordon Banks, havia sido apelidado de "reis do gelo" pela boa fase atravessada na época do inverno, e, na reta final, um Tottenham Hotspur de seguidos títulos recentes. O Liverpool logo obteve na temporada seguinte o título, o primeiro dos três com seu treinador Bill Shankly.
Shankly, de personalidade oposta à Catterick, também dirigiu o primeiro título dos Reds na Copa da Inglaterra, já na temporada 1964-65. Além daquela edição marcar a estreia de um uniforme todo vermelho (o Liverpool até então utilizar calças e meias na cor branca e, inicialmente, reservaram calções e meias vermelhos apenas para os jogos da copa), ela foi histórica também por encerrar quase noventa anos de piadas dirigidas à falta de conquistas do clube na competição mais antiga do país - reforçadas pela taça já ter sido levantada até por times de porte muito menor. Naquele contexto, Liverpool e Everton tinham a mesma quantidade de títulos na primeira divisão, mas os azuis tinham vantagem de mais conquistas na copa nacional.
Foi na temporada 1965-66 que o Liverpool passou a utilizar o uniforme todo vermelho também para partidas do campeonato inglês, vencido pela sétima vez, igualando o clube ao Arsenal como maiores vencedores da liga. Em contrapartida, na mesma temporada o Everton conseguiu pela terceira vez a Copa da Inglaterra. Com o clube azul ainda visto como mais tradicional, foi seu o estádio local a ser utilizado na Copa do Mundo FIFA de 1966, inclusive na partida histórica pela última vez em que Pelé e Garrincha jogaram juntos e igualmente a última vez em que marcaram gols juntos pelo Brasil - os dois gols do duelo contra a Bulgária, no que também foi o último gol de Garrincha pela seleção.
O Manchester United, com seguidas conquistas na década de 1950, pudera chegar na temporada 1964–65 o seu sexto título inglês e ao sétimo na de 1966–67, começando a fomentar o Dérbi do Noroeste entre os dois clubes vermelhos. O título seguinte do Manchester United, todavia, tardaria até a temporada 1992–93, enquanto o Everton igualou-se na temporada 1969–70 aos sete títulos dele, do vizinho e do Arsenal - que chegou ao oitavo título na temporada 1970–71, mas também passaria largo tempo, até a temporada 1988–89, a ter novo título. Ainda treinado por Harry Catterick, o clube igualou-se ao Liverpool e também a Arsenal e United a partir de um elenco totalmente formulado (dessa vez, com jogadores oriundos das categorias de base) e capaz de liderar o certame de ponta a ponta. Tommy Wright, Keith Newton, Brian Labone e Alan Ball serviram a Seleção Inglesa na Copa do Mundo FIFA de 1970, fazendo dos Toffees a equipe mais representada em uma seleção vista como ainda mais forte que a campeã em 1966.

### Domínio do Liverpool

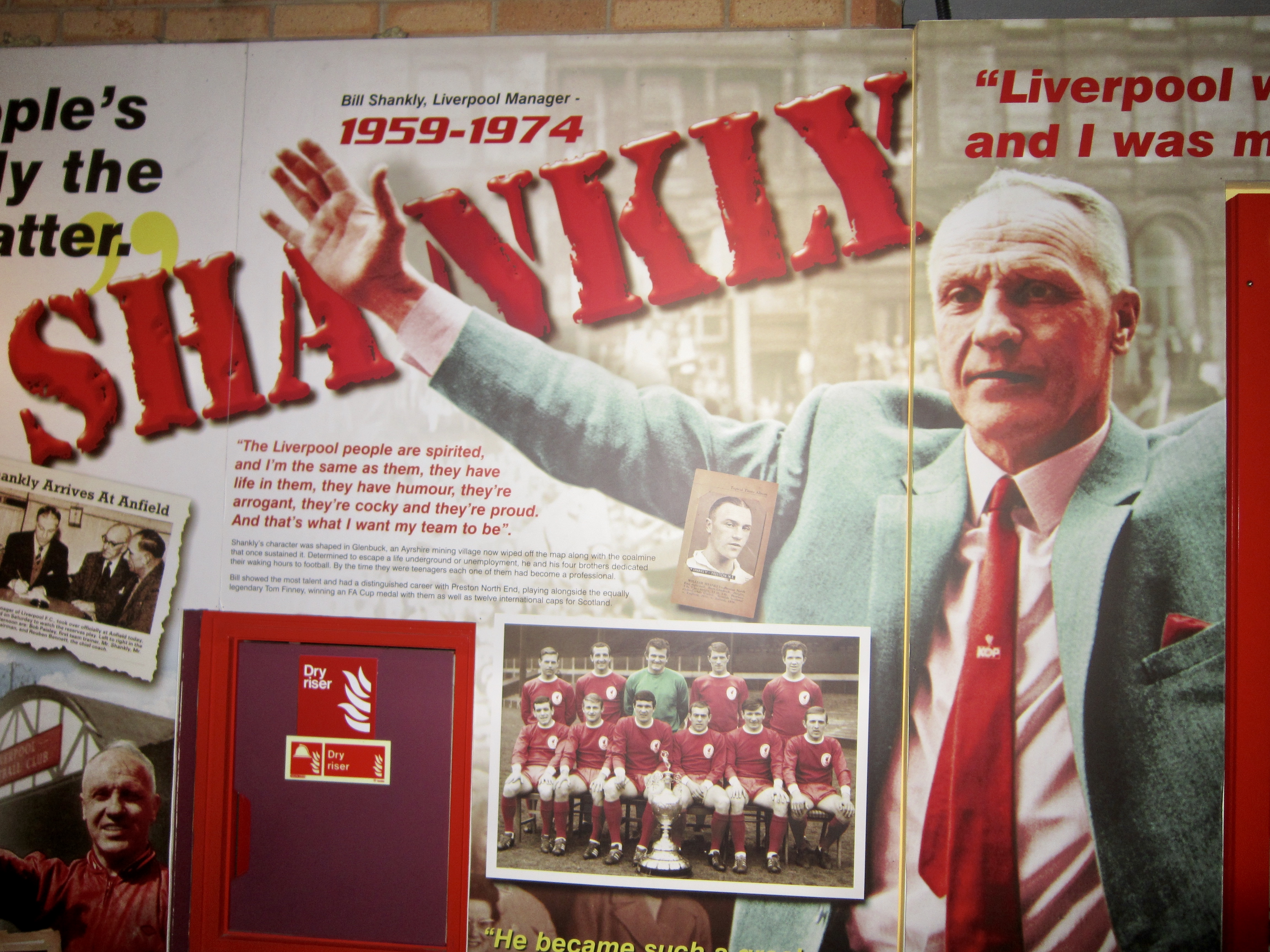
Memorial da Bill Shankly no museu do Liverpool.

Entre as décadas de 1970 e de 1980, os dois clubes da cidade de Liverpool se consolidaram como os maiores vencedores da liga, embora o Liverpool se mostrasse um vencedor mais contínuo no período. O time campeão do Everton em 1970 logo sofreu desmanche que incluiu o afastamento médico, em 1972, do vitorioso técnico Harry Catterick. Já os Reds chegaram na temporada 1972–73 ao oitavo título inglês. Ainda com Bill Shankly, naquela mesma temporada também venceram o primeiro título continental, a Liga Europa de 1972–73, justamente o último título com o treinador visto como "o homem que refundou o clube".
O sucessor de Shankly, Bob Paisley, porém, seria ainda mais vitorioso, redesenhando o esquema tático para adaptar o Liverpool aos adversários europeus e fazendo do time um campeão reiterado nos diferentes troféus da UEFA até decidir deixar o futebol em 1983. Na temporada 1973-74, o Liverpool venceu pela segunda vez a Copa da Inglaterra. Na de 1974-75, os dois times da cidade chegaram a disputar conjuntamente o título de um campeonato marcado por contínuas trocas de lideranças com diversos outros clubes, e vencido no fim por um Derby County em fase vencedora.
O nono título inglês do Liverpool, isolando-o à frente do Arsenal como maior campeão, veio na temporada 1975–76, na qual o clube também venceu, pela segunda vez, a Liga Europa - sobre um Brugge de triênio respeitado no continente.
Em jejum absoluto de sete anos à altura da temporada 1976-77, nela o Everton chegou a ser finalista da Copa da Liga Inglesa, perdida nos instantes finais da terceira decisão necessária contra o Aston Villa. Já o rival, sob Paisley, venceu pela primeira vez a Liga dos Campeões da UEFA, bem como novo título inglês: seriam quatro vencidos no espaço de cinco temporadas, exceto a de 1977-78, temporada em que o Everton chegou a também disputar o troféu do campeonato, que acabou ganho pelo Nottingham Forest. Nessa mesma temporada, porém, o Liverpool pôde vencer pela segunda vez a Liga dos Campeões, em nova final continental com o Brugge.
Ainda na "Era Paisley", o Liverpool só não esteve entre os dois primeiros colocados do campeonato inglês na temporada 1980-81, a qual em compensação foi marcada pelo segundo título do clube na Liga dos Campeões da UEFA. O time pôde ser campeão inglês nos torneios de 1978-79, ofuscando uma ótima temporada do Everton (mesmo terminando em quarto lugar, os Toffees tiveram o melhor ataque do torneio e uma séria invicta de dezenove jogos que incluíram a primeira vitória em sete anos no clássico); 1979-80, 1981-82 e 1982-83, temporada na qual os Reds impuseram um humilhante 5-0 dentro do Goodison Park sobre um rival que vinha de brigas contra o rebaixamento nas temporadas anteriores. Também na temporada de 1982-83, o time de Paisley venceu a Copa da Liga.

### Dominação conjunta
Paisley foi sucedido por Joe Fagan, que imediatamente obteve na temporada 1983-84 novo título na Liga dos Campeões da UEFA, além da Copa da Liga Inglesa, taça esta comemorada justamente em decisão contra um Everton que se reerguia: treinando por antigo jogador do título inglês de 1969-70, Howard Kendall, o time azul pôde na mesma temporada encerrar quatorze anos de jejum absoluto (desde aquele campeonato) ao vencer o Watford na final da Copa da Inglaterra, no que foi o quarto título Evertonian na competição mais antiga do mundo.
A temporada 1984-85 veio a ser das mais mágicas ao Everton: começou com título sobre o rival na Supercopa da Inglaterra e terminaria com o desjejum no campeonato inglês. Sua oitava conquista, colocando-o ao lado do Arsenal como segundo maior campeão, veio em campanha avassaladora que garantiu com cinco rodadas de antecipação a taça,  tendo o vice-campeão sido justamente o Liverpool. Na mesma temporada, os azuis também chegaram a duas finais; perderam para o Manchester United na prorrogação da decisão da Copa da Inglaterra, mas conseguiriam seu único título continental Evertonian, na Recopa Europeia de 1984–8, marcada pela classificação sobre o Bayern Munique nas semifinais. A temporada poderia ter sido marcada por título europeu dos dois times de Liverpool, mas os vermelhos terminaram no vice-campeonato para a Juventus na Liga dos Campeões, em final marcada pela tragédia de Heysel.
A tragédia respingou também no Everton: foi estopim para que a UEFA, farta de episódios de hooliganismo desde a década de 1970 em suas competições, suspendesse todos os times ingleses por cinco anos, impedindo que o forte elenco azul corroborasse no continente a força que demonstrava nas Ilhas Britânicas na metade final da década de 1980. Na temporada 1985-86, inversamente, o Liverpool foi campeão inglês e o Everton, o vice, o que se repetiu também na decisão da Copa da Inglaterra. Do lado azul, apesar dos gols do artilheiro Gary Lineker, em sua única temporada no Goodison Park, foi especialmente sentido o desfalque, por lesão, do maior goleiro Evertonian, Neville Southall.
Contudo, logo na temporada 1986-87 os Toffees comemoraram o nono título inglês, isolando-se à frente do Arsenal como segundo clube mais vezes vencedor da primeira divisão.  O vice-campeão, novamente, foi o Liverpool, que venceu o campeonato inglês da temporada seguinte: o título de 1987-88 foi dos mais arrebatadores, obtido com duas rodadas de antecedência mesmo sem contar com o artilheiro Ian Rush, ele próprio antigo torcedor azul. Curiosamente, a "dobradinha" de ambos com a Copa da Inglaterra foi frustrada pelo surpreendente Wimbledon, cujo elenco apelidado de Crazy Gang eliminou na de 1986-87 o último Everton campeão inglês e foi campeão da de 1987-88 em chocante vitória sobre o Liverpool (derrotado apenas duas vezes na campanha vencedora da liga) na decisão.
Naquele período, os dois times do Merseyside estavam juntos nos chamados Big Five, juntamente com Manchester United e a dupla londrina Arsenal e Tottenham Hotspur. A temporada 1988-89 viu o Liverpool terminar marcado pela tragédia de Hillsborough, nas semifinais da Copa da Inglaterra. A decisão deu-se justamente no clássico com o Everton, derrotado por 3-2, em conquista dedicada às vítimas; o contexto da comoção havia unido as duas torcidas. A quarta conquista do Liverpool na competição também o igualou às quatro que o vizinho possuía.
Um mês depois da tragédia, os Reds se colocavam no páreo por novo título inglês. O Arsenal precisava vencer por dois gols de diferença dentro de Anfield Road, onde não derrotava desde 1974 o concorrente, em duelo que coincidentemente ocorreu na rodada final. O oponente conseguiu no minuto final o feito, e reigualou-se ao Everton em número de títulos ingleses.
Na temporada 1989-90, o Liverpool sagrou-se campeão inglês pela 18ª vez, em campanha que chegou a incluir 9-0 sobre um Crystal Palace (que o eliminaria nas semifinais da Copa da Inglaterra na mesma temporada) antes de um dos pontos de inflexão ser justamente o clássico: bem cotado, o Everton era então líder quando recebeu no Goodison Park o vizinho, chegando a abrir o placar, mas terminando derrotado por 3-1 - com dois gols do repatriado Ian Rush. A derrota afetou animicamente os Toffees a ponto de iniciar-se uma sequência ruim até dezembro de 1989, afastando-se da luta pelo título, ao passo que os Reds terminaram o ano já na liderança isolada e, beneficiados por trajetórias erráticas de outros dos principais concorrentes (sobretudo o Aston Villa), puderam ser campeões na antepenúltima rodada mesmo em meio a análises de perda de um estilo dominante de jogo que caracterizaram o clube anos antes.

### Declínio conjunto

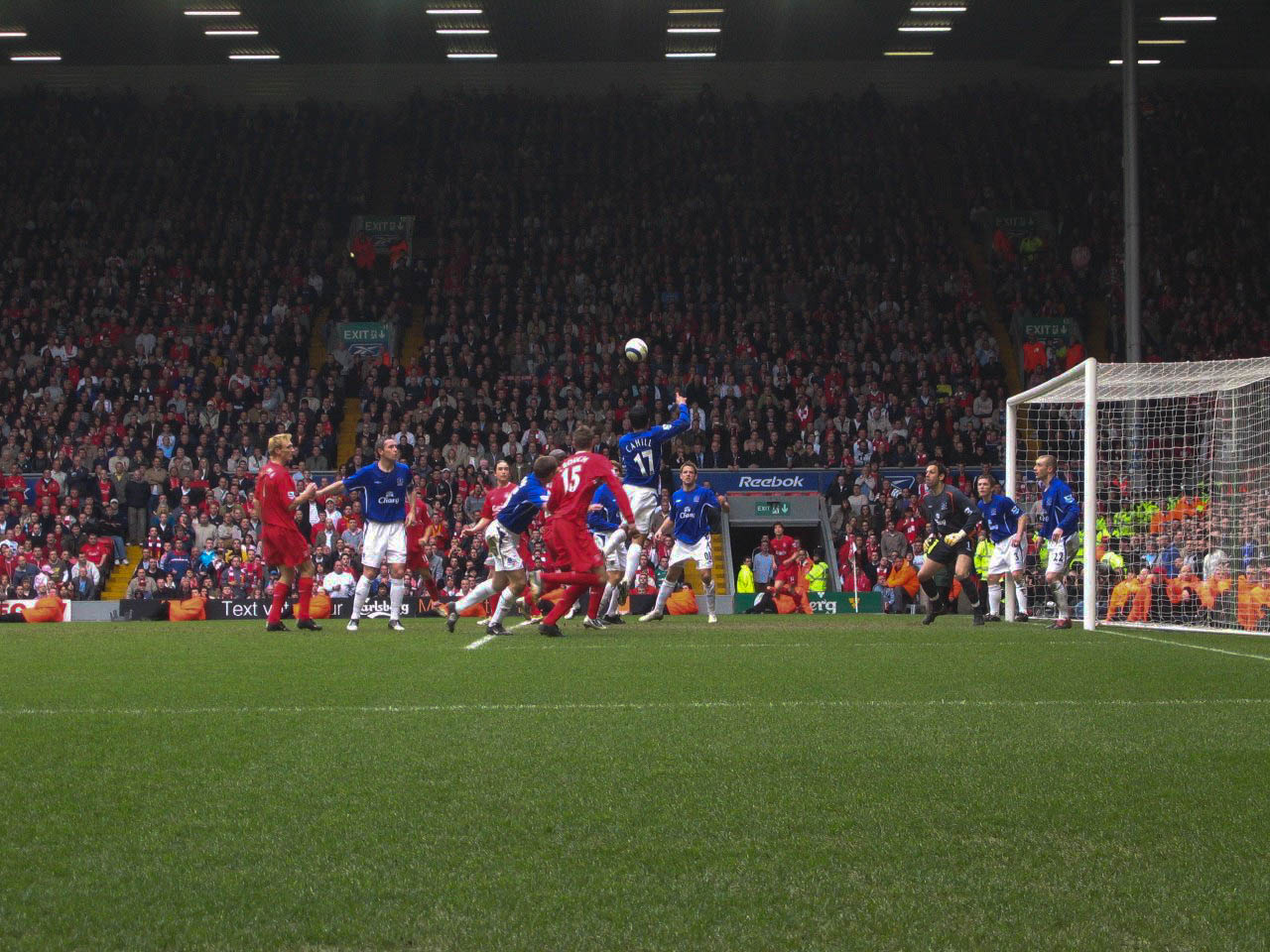
Registro de clássico em 2006.

O título de 1990 do Liverpool, o décimo em quinze temporadas, fazia-o acumular àquela altura o dobro de Everton e Arsenal. Logo o próprio Arsenal superou os azuis ao acumular um décimo título inglês na temporada 1990-91. Nela, Kenny Dalglish, jogador-treinador dos Reds na segunda metade da década de 1980, deixou traumaticamente o clube justamente após um clássico histórico - um 4-4 pela Copa da Inglaterra.
Pelo restante da década de 1990, nenhum dos times do Merseyside conseguiu o título do campeonato inglês, embora o Liverpool pudesse terminar o século XX ainda com o posto de maior vencedor do torneio. a decadência viu-se mais profundamente no Everton, que precisou de reviravolta na rodada final (em vitória de virada sobre por 3-2 sobre o Wimbledon) para escapar do rebaixamento na temporada 1993-94. Na Copa da Inglaterra, o Liverpool obteve na temporada 1991-92 seu quinto título, superando o vizinho - que reigualou-se com um quinto título na de 1994-95, vencendo na decisão um favorito Manchester United: em ascensão recente, o United já possuía desde 1993-94 a mesma quantidade de nove títulos ingleses do Everton.
Na metade final de década, o Everton chegou a acumular seguidos anos de invencibilidade no dérbi com o Liverpool, entre 1994 e 1999. Porém, sem nenhum novo título desde a Supercopa da Inglaterra de 1995, gradativamente perdeu expressão para outros clubes; em títulos no campeonato inglês, foi ultrapassado pelo décimo título do Manchester United na temporada 1995-96 e pelo décimo do Manchester City na de 2023-34, além de ver o Arsenal distanciar-se mais, com treze títulos, ainda que o último seja referente à temporada 2003-04. Ao fim da década de 2000, os dois times de Liverpool seguiam líderes na soma de pontos de todas as edições do campeonato inglês, mas dois times de Manchester começaram a se equiparar enquanto os Reds chegavam a passar trinta anos sem vencer o campeonato; nesse ínterim, o United chegou a ultrapassa-los: igualou-se em 18 títulos na temporada 2008-09, chegou ao 19º na de 2010-11 e ao 20ª na de 2012-13.
Apesar dos trinta anos sem vencer o campeonato inglês, o período não foi de absoluto jejum ao Liverpool. Na temporada 2000-01, ao vencer a Copa da Inglaterra, voltou a superar o Everton em títulos nesse torneio, chegando à sexta conquista. Nela, os Reds também venceram a a Copa da Liga Inglesa e Liga Europa da UEFA, fazendo com que Michael Owen, ironicamente torcedor do Everton, fosse contemplado com a Bola de Ouro dada pela France Football ao maior jogador do futebol europeu. Ainda na década de 2000, sob liderança de Steven Gerrard, o time venceu a Liga dos Campeões da UEFA em 2005, nova Copa da Inglaterra em 2006 e foram outra vez finalistas da Liga dos Campeões em 2007.
O título europeu do Liverpool em 2005, inclusive, prejudicou diretamente o próprio Everton: os Toffees haviam terminado em quarto lugar na Premier League de 2004–05, o que os classificaria diretamente à fase de grupos da Liga dos Campeões da UEFA de 2005–06, ao passo que os Reds, no quinto lugar, ficariam de fora. A conquista europeia destes, porém, conclamou para que o Liverpool se fizesse presente na edição seguinte do torneio, como detentor do título. A solução encontrada pela UEFA foi colocar ambos nas fases preliminares, algo que inclusive gerou a possibilidade de um inédito Dérbi do Merseyside válido por competições continentais - na terceira fase eliminatória. Nela, os azuis, ausentes há bastante tempo de competições europeias, terminaram enfrentando o Villarreal, sendo eliminados e então realocados na Liga Europa de 2005–06. O Liverpool, por sua vez, pôde classificar-se com ares de "virada de mesa" (na expressão utilizada pela revista Trivela) à lucrativa fase de grupos da Liga dos Campeões.

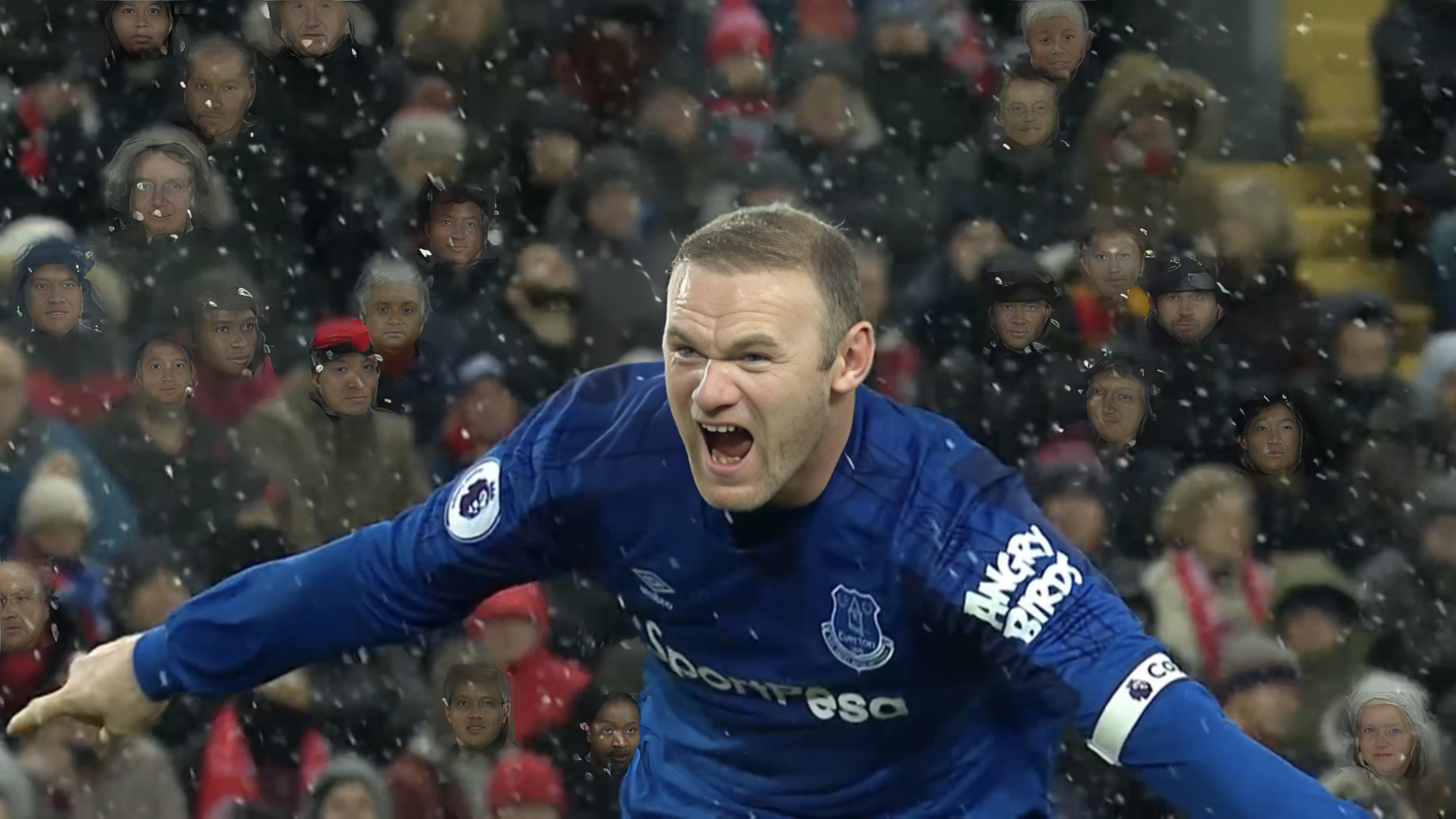
Maior revelação da fase decadente do Everton, Wayne Rooney comemora gol em Anfield em clássico ocorrido em 2017.

Em fevereiro de 2009, houve clássico curioso: em duelo pela Copa da Inglaterra, empatavam em 0-0 até o fim da prorrogação, quando a emissora ITV, que exibia a partida, acionou o intervalo comercial. Quando a exibição da propaganda encerrou, as imagens do jogo já mostravam as comemorações dos jogadores do Everton com o gol da vitórias aos 13 minutos do segundo tempo extra. A emissora assumiu que seu sistema cometeu uma falha ao inserir de modo automático os comerciais. Naquele torneio, o Everton pôde chegar à final (perdida para o Chelsea) e aquela foi precisamente uma das últimas vitórias azuis no clássico: à altura de 2018, o último triunfo do Toffees ainda datava de 2010.
Em 2018, o Liverpool seguia em primeiro na tabela de pontos somados do campeonato inglês, com 4836, com Arsenal já tendo tomado do Everton a segunda colocação, com 4780; o estádio de Anfield Road, casa do Liverpool que anteriormente foi utilizada por dez anos pelo rival, é precisamente o campo que mais recebeu partidas na primeira divisão inglesa, enquanto o Everton é o clube que mais partidas jogou na elite - só tendo passado duas temporadas na segunda divisão em sua história. Naquele ano, um encontro em janeiro marcou a estreia promissora do zagueiro neerlandês Virgil van Dijk, que marcou nos minutos finais o gol de vitória vermelha por 2-1 válida pela Copa da Inglaterra após ter uma atuação defensiva também soberba - fazendo o treinador Jürgen Klopp admitir ser preferível "mudar de opinião do que não ter opinião", em referência à postura declarada de outrora de que preferiria abandonar o futebol a pagar 100 mil libras por um único jogador (o patamar usado para contratar Van Dijk). Outro duelo daquele ano, em dezembro, foi cenário do gol que rendeu ao Red Mohamed Salah a vitória no Prêmio Puskás para gol mais bonito da temporada.
Em 2019, embora não evitasse o prolongamento de um jejum de quase dez anos sem vencer o rival, o Everton foi indiretamente responsável para manter um jejum desfavorável ao próprio Liverpool. Sem conquistar a liga inglesa desde a temporada 1989-90, o clube de Anfield liderava a edição de 2018-19 até um clássico disputado em março no Goodison Park. O empate sem gols foi suficiente para os vermelhos perderem a liderança para o Manchester City e adiante terminarem com o vice-campeonato por um ponto a menos que este clube. A torcida do Everton se permitiu lembrar com humor britânico que "vocês perderam o título no Goodison".

### Novo domínio do Liverpool
Após o dérbi influir na decepção dos Reds com a perda da liga inglesa de 2018-19, estes enfim puderam encerrar o jejum de três décadas na temporada seguinte, cerca de cinco anos depois de contratarem seu treinador Jürgen Klopp após terem demitido o antecessor Brendan Rodgers exatamente após outro 0-0 no clássico (em outubro de 2015). Houve inclusive a possibilidade de a conquista ser matematicamente assegurada em clássico em pleno Goodison Park, caso os vermelhos triunfassem na casa rival e o concorrente (novamente, o Manchester City) perdesse uma partida prévia contra o Arsenal, mas nada dessa combinação ocorreu. O duelo quase decisivo, aguardado sob espera especial também por retomar o campeonato após suspensão de meses decorrente da pandemia de COVID-19 (o que fez com que a partida fosse disputada sem torcidas, após uma frustrante anulação da temporada inteira chegar a ser debatida), foi outro finalizado em 0-0, com os azuis obtendo as possibilidades mais concretas de vitória. Carlo Ancelotti, técnico toffee na ocasião, era justamente o outro principal candidato a assumir o Liverpool na época da contratação de Klopp.
Na temporada seguinte, houve dérbi que, vencido por 5-2 pelo Liverpool (após uma de tantas homenagens conjuntas às vítimas da tragédia de Hillsborough), entrou para as estatísticas ao registrar a maior quantidade de gols desde um 4-4 em 1991 pela quinta rodada da Copa da Inglaterra - e o terceiro a, válido pelo campeonato inglês, passar da barreira dos seis gols, após um 7-4 dos Reds em 1933 e um 5-2 dos Toffees em 1904. O triunfo, além de estender para vinte jogos a invencibilidade contra o vizinho, também fez o Liverpool superar seu próprio recorde geral de invencibilidade no campeonato, que eram as 31 partidas travadas entre maio de 1987 e março de 1988 (em tempos áureos do clássico). Ao fim daquele campeonato, o Liverpool enfim deu fim a trinta anos sem títulos ingleses, vencendo a Premier League de 2019–20.
Precisamente na temporada subsequente, a de 2020-21, um Everton treinado por Carlo Ancelotti quebrou (em 20 de fevereiro de 2021) dupla sequência notável sem vitórias no duelo: o triunfo azul por 2-0 encerrou dez anos sem vitórias dos Toffees no clássico e também vinte e dois anos sem que o clube derrotasse o rival dentro de Anfield - que, não recebeu público em função dos cuidados contra a mesma pandemia. Ainda foi preciso aguardar até 2024 para que o jejum de vitórias do Everton dentro do próprio estádio terminasse; tal escrita veio a durar quatorze anos e, ao ser finalizada, também contribuiu para atrapalhar o rival na luta pelo título inglês de 2023–24.
O duelo teve uma de suas edições mais históricas em 12 de fevereiro de 2025, por marcar a despedida de dérbis masculinos no Goodison Park. Memorável por si só, a partida que encerrou cerca de 130 anos de cronologias do clássico naquele estádio acabou repercutindo em especial também pelo desfecho, com o empate azul em 2-2 sendo alcançado praticamente no lance final do jogo. Ao final, porém, a temporada terminou ganha pelo Liverpool, em título também histórico: campeão inglês pela vigésima vez, tornou-se novamente o maior campeão nacional, igualado ao Manchester United. O Everton segue com nove títulos, como quarto maior campeão, ainda à frente dos sete títulos do Aston Villa e dos seis cada de Chelsea e Sunderland.

## Torcidas
Segundo pesquisa divulgada pelo Instituto Roy Morgan em agosto de 2004, o Liverpool seria a segunda maior torcida da Inglaterra, com 3.133.000 torcedores e o Everton a nona maior torcida, com 628.000 torcedores.
O Everton, apesar de ser fundado por trabalhadores metodistas, tem mais torcedores entre os católicos da cidade e região (foi fundado na igreja metodista de Saint Domingo's) e o Liverpool tem sua imagem ligada aos protestantes da cidade, embora diferentemente do clássico de Glasgow, não haja sectarismo religioso envolvendo os torcedores.
O recorde de público do Merseyde Derby é de 78.299 espectadores, acontecido no dia 18 de setembro de 1948, em clássico disputado no Estádio Goodison Park, do Everton.
Em campo neutro, no Estádio de Wembley, por duas vezes este clássico alcançou a marca de 100.000 torcedores, em 18 de agosto e 25 de março de 1984, tendo chegado a 98.000 em 10 de maio e a 88.231 em 16 de agosto de 1986.

## Maiores públicos
| #   | Data                   | Estádio       | Placar        | Público |
| --- | ---------------------- | ------------- | ------------- | ------- |
| 1º  | 18 de setembro de 1948 | Goodison Park | 1–1           | 78.599  |
| 2º  | 22 de setembro de 1962 | Goodison Park | 2–2           | 73.000  |
| 3º  | 16 de setembro de 1950 | Goodison Park | 3–1 Liverpool | 71.150  |
| 4º  | 27 de agosto de 1949   | Goodison Park | 0–0           | 70.812  |
| 5º  | 27 de setembro de 1947 | Goodison Park | 3–0 Liverpool | 66.776  |
| 6º  | 8 de fevereiro de 1964 | Goodison Park | 3–1 Everton   | 66.515  |
| 7º  | 15 de outubro de 1927  | Goodison Park | 1–1           | 65.729  |
| 8º  | 12 de abril de 1965    | Goodison Park | 2-1 Everton   | 65.402  |
| 9º  | 1 de outubro de 1938   | Goodison Park | 2–1 Everton   | 64.977  |
| 10º | 3 de fevereiro de 1968 | Goodison Park | 1–0 Everton   | 64.482  |

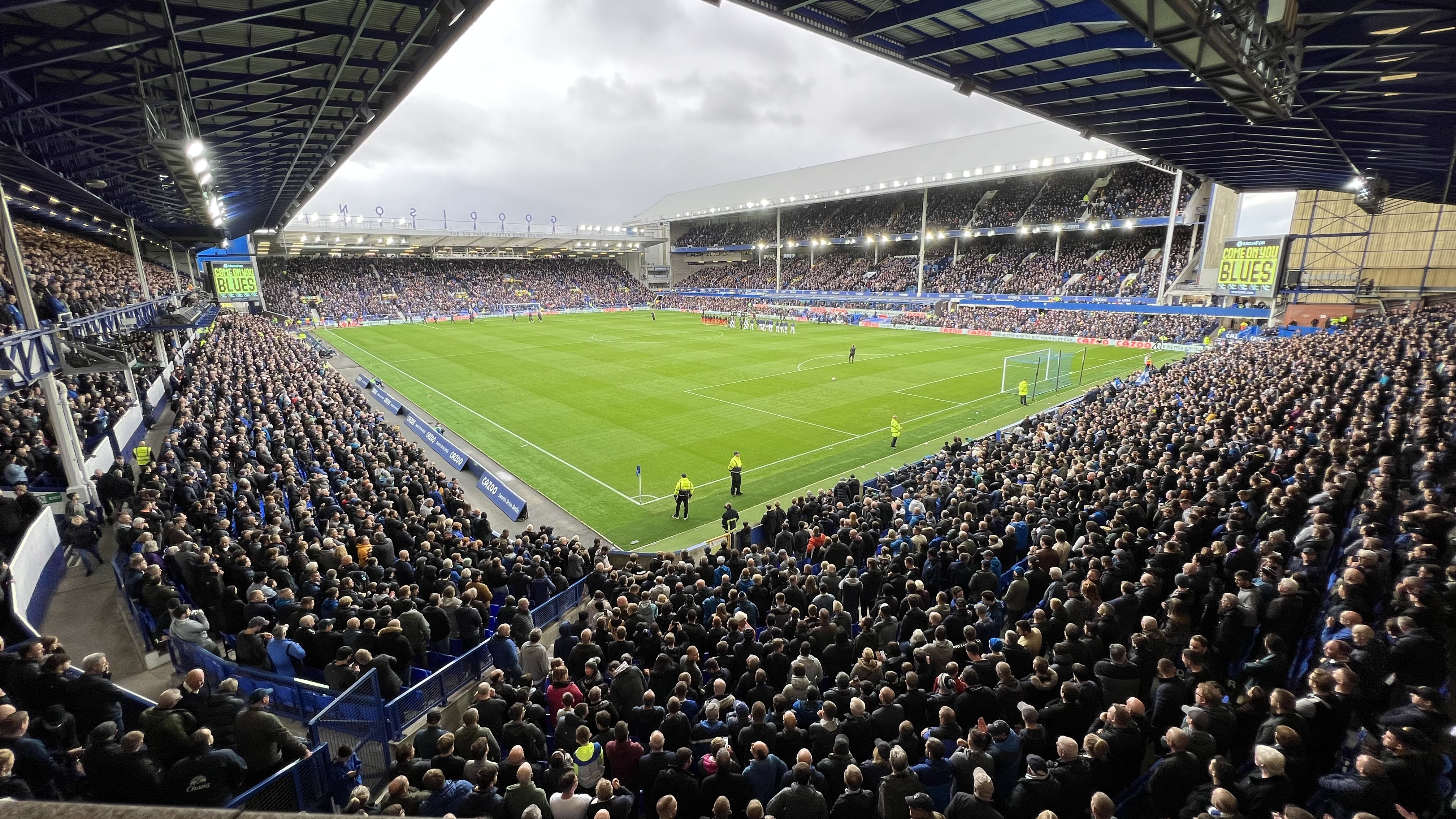
Goodison Park, para 39.571 torcedores.

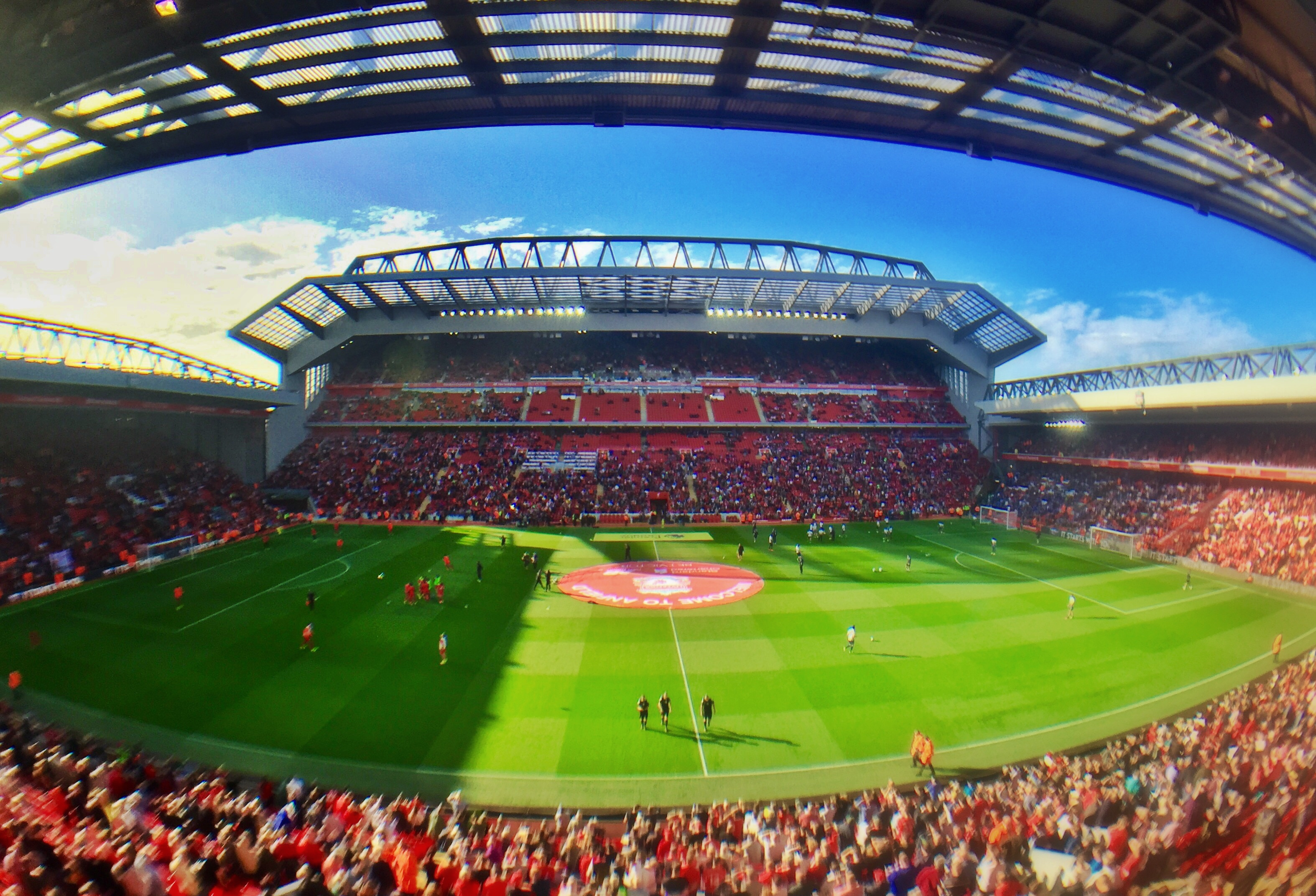
Anfield, para 61.000 torcedores.

- Não incluídos jogos no Estádio de Wembley.

## Médias de público por década
| Período   | Everton | Liverpool |
| --------- | ------- | --------- |
| 2010–     | 39.593  | 44.664    |
| 2000–09   | 40.020  | 44.360    |
| 1990–99   | 39.107  | 41.823    |
| 1980–89   | 49.529  | 45.240    |
| 1970–79   | 55.502  | 54.168    |
| 1962–69   | 64.606  | 53.805    |
| 1946–51   | 63.529  | 50.697    |
| 1931–39   | 49.444  | 45.423    |
| 1919–30   | 51.590  | 50.694    |
| 1905–15   | 41.600  | 37.600    |
| 1894–1904 | 39.888  | 28.444    |

- Não incluídos jogos no Estádio de Wembley.

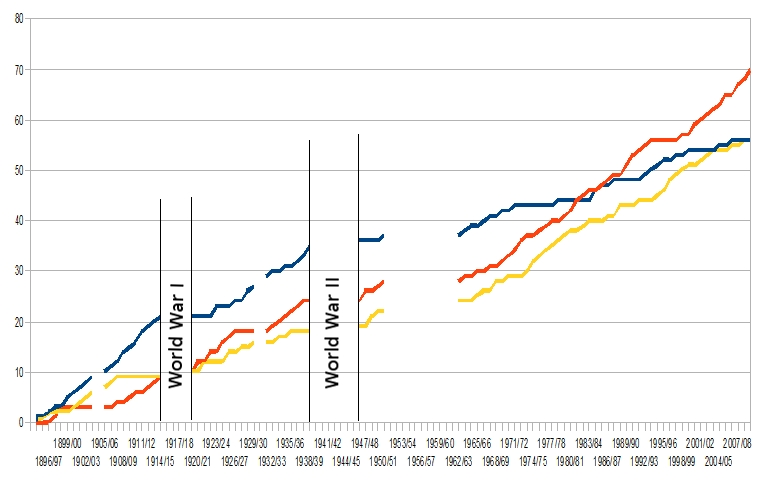
Históricos de jogos na Liga entre as equipes de Liverpool.
Vitórias do Everton - azul, Vitórias do Liverpool - vermelho, Empates - amarelo

## Títulos
Listagem de competições oficiais, nos âmbitos nacional e internacional, e respectivo número de títulos conquistados por Liverpool FC e Everton FC.
| Competições internacionais                                      | Liverpool FC | Everton FC |
| --------------------------------------------------------------- | ------------ | ---------- |
| Taça Intercontinental / Mundial de Clubes                       | 1            | -          |
| Taça dos Campeões Europeus / Liga dos Campeões da UEFA          | 6            | -          |
| Taça das Cidades com Feiras / Taça UEFA / Liga Europa           | 3            | -          |
| Taça das Taças                                                  | -            | 1          |
| Supertaça Europeia                                              | 4            | -          |
| Total internacional                                             | 14           | 1          |
| Competições nacionais                                           | Liverpool FC | Everton FC |
| Campeonato de Inglaterra / Premier League                       | 19           | 9          |
| Taça de Inglaterra                                              | 8            | 5          |
| Taça da Liga Inglesa                                            | 9            | -          |
| Supertaça de Inglaterra                                         | 16           | 9          |
| Supercopa                                                       | 1            | -          |
| Campeonato Inglês da Segunda Divisão                            | 4            | 1          |
| Campeonato de Inglaterra (Reservas)                             | 2            | -          |
| Total nacional                                                  | 59           | 24         |
| Competições regionais                                           | Liverpool FC | Everton FC |
| Campeonato do Centro e Norte de Inglaterra "The Central League" | 16           | 4          |
| Campeonato de Lancashire                                        | 7            | 8          |
| Campeonato de Lancashire "Combination"                          | 2            | 6          |
| Taça Senior Lancashire                                          | 13           | 7          |
| Taça Senior Liverpool                                           | 41           | 46         |
| Total regional                                                  | 82           | 72         |
| TOTAL                                                           | 151          | 98         |